# Ivar Kreuger
Ivar Kreuger (født 2. marts 1880 i Kalmar, død 12. marts 1932 i Paris) var en svensk civilingeniør, finansmand, entreprenør og industrimand. Hans vækst og fald var omfattet af stor interesse i samtiden, og i omfang bliver det hævdet, at man ikke så noget lignende før Enron-skandalen i 2001.

## Baggrund
Sikkerhedstændstikken blev udviklet i Sverige, og tændstikeksporten derfra næsten tredobledes fra 1870 til 1900. Kreugers far ejede flere tændstikfabrikker, og familien var velstående. Kreuger havde gode forudsætninger for at komme frem i livet: Han havde en fotografisk hukommelse og kunne gentage en prædiken ordret efter at have hørt den i kirken; han kunne smugkigge på eksamensopgaver, som lå på lærerens kontor og der efter gengive dem ordret til andre elever, og en gang, da han gik forbi slottet, skal han have sagt, at han ville have et lignende et en dag. Som nyuddannet ingeniør arbejdede han sig fra 1899 gennem USA, Mexico og Cuba. Han var en af 11 ingeniører på et broprojekt nær Vera Cruz i Mexico, hvor kun de to overlevede gulfeber. Senere drog han til Sydafrika for at deltage i bygningen af Carlton hotel i Johannesburg. Tilbage i Sverige i 1907 etablerede han et entreprenørselskab, Kreuger & Toll, angivelig det første i Sverige som garanterede mod forsinkelser og omkostningsoverskridelser. Blandt firmaets projekter var opførelsen af Stockholms rådhus og Stockholm Olympiastadion. Selskabet ekspanderede til andre lande og brancher, og Greta Garbos første filmoptræden var i en produktion finansieret af Kreuger.

## Tændstikimperiet
I 1915 var ti selskaber samlet under Kreuger som Forenede Svenske Tændstikfabrikker. 1. verdenskrig komplicerede svensk adgang til fosfor og kaliumklorat, men Kreuger sikrede sig bedre forsyninger end de andre fabrikker og overtog efterhånden sin hovedkonkurrent, Jönköping-Vulcan. De to selskaber blev slået sammen til Svenska Tändsticks AB. Kreuger bekostede sig et hovedkontor i marmor og bronze ikke langt fra Stockholms slot.
I tiden efter 1. verdenskrig var Kreuger en af de mest kendte og mægtigste forretningsmænd i Europa. Han stod for 2/3 af verdens tændstiksproduktion, det vil sige at han kontrollerede omkring to hundrede tændstikfabrikker i over 35 lande; deraf tilnavnet "tændstikkongen". Han havde et lovfæstet monopol i femten lande, og dominerede markedet i yderligere ti lande. På hans tid havde fx Peru en mængde provokatører som bad folk, helst udlændinge, om ild. Hvis offeret fremdrog tændstikker, som ikke kom fra monopolet, eller en lighter, lød boden på flere tusinde amerikanske dollar, deraf halvparten til provokatøren.
I Belgien overtalte Sven Huldt en række tændstikproducenter til at samles i en gruppe under Huldt selv for at stå bedre imod Svenska Tändsticks. Straks efter solgte Huldt ud til Kreuger. I lande, hvor myndighederne holdt på sine tændstiksmonopoler, var fremgangsmåden anderledes. Kreuger overtog monopolet i Tyrkiet, Jugoslavien, Guatemala, Ecuador og Peru i bytte mod finansiering af lån. Kreuger modtog Frankrigs højeste udmærkelse efter at have lånt landet 75 millioner franc. Han havde boliger i Stockholm, Paris og New York, og hans amerikanske selskab, International Match Corporation, indbragte ham 145 millioner dollar totalt. Under oversejlingen med "Berengaria" imponerede Kreuger ved at leje skibets radiosender og -modtager således, at ingen andre kunne sende eller modtage meldinger under overfarten.
Kreuger benyttede sig i stor grad af stråselskaber. I 1920-erne havde han omkring fire hundrede selskaber registrerede i Vaduz i Liechtenstein, og lignende steder med minimal kontrol. Ikke engang selskabernes direktører eller revisorerne blev informerede om transaktionerne. Selv Kreugers personlige assistent, Kristor Littorin, vidste "ikke mere end elevatordrengen", afslørede efterforskerne senere. Kreuger beundrede Napoleon Bonaparte, som ikke holdt krigsråd med begrundelsen, at "én førsteklasses hjerne er nok for en hel hær". International Match virkede også tillidsvækkende, da udbyttet på 11 % blev punktligt udbetalt. Stillede nogen spørgsmål ved det hele, remsede Kreuger roligt op fakta og tal, men opgav dem aldrig skriftligt. I 1924 fortalte han styret, at Spanien sagde sig villig til at betale 16 % rente på et lån på 124 millioner pesetas, men den eneste, som fik låneaftalen at se, syntes, at den så falsk ud, med en upræcis datering, "januar 1925".

## Finansielle problemer
I perioden 1925-1930 organiserede Kreuger store lån fra USA til ulige europæiske lande, hvilket bidrog til genrejsningen efter krigen, og blot to dage efter "sorte torsdag" underskrev han en låneaftale med Tyskland. Han holdt skjult, at også han havde fået alvorlige problemer efter børskrakket i 1929, og præsident Herbert Hoover modtog ham jævnligt i "Det hvide hus" for at diskutere datidens finanskrise. I 1931 skaffede han sig positiv omtale ved at betale 150.000 dollar mere i skat end han var pålagt. Boston-selskabet Lee, Higginson & Co havde imidlertid fattet mistanke og sendte kundeansvarlig Donald Durant til Stockholm for at undersøge forholdene nærmere. Kreuger arrangerede et bal hvortil det kom kendte folk og diplomater, men siden viste det sig, at mange havde været hyret til begivenheden. En af de ledende direktører i International Match, Percy Rockefeller, kom for at få selvsyn. Under samtalen på Kreugers kontor blev Kreuger ringet op af Stanley Baldwin, Stalin og Henri Poincaré. Rockefeller lod sig imponere og sagde efterfølgende til kollegerne: "Vi er heldige som er associerede med Ivar Kreuger." Først senere blev det afsløret, at Kreuger havde talt ind i en tavs telefon. Han forfalskede italienske obligationer for 143 millioner dollar, en svindel så skødesløst udført at den samme signatur (for finansdirektør Giovanni Boselli) var skrevet med forskellig skrift. Kreuger lånte også flere gange på samme underliggende papir, eller han gav en bankchef en bunke sedler og bad om kvittering på et beløb. Når eftertællingen viste, at beløbet var langt lavere, ville Kreuger undskylde sig og tage imod en ny kvittering, men i mellemtiden havde han allerede gjort brug af den første til at skaffe sig fornyet tillid.

## Enden
Kreugerkoncernen havnede på grund af disse og andre samvirkende faktorer i en vanskelig økonomisk krise, som havde baggrund i det tidligere sammenbrud på det amerikanske aktiemarked i oktober 1929. Kursen på Kreuger & Tolls deltagerobligationer faldt på New York-børsen fra sin højeste notering i marts 1929 på over 46 dollar til 4,5 dollar mod slutningen af 1931. Den lave aktiekurs gjorde det umuligt at udstede nye aktier, og den udenlandske kapitaltilførsel ophørte. Da de udenlandske banker i efteråret 1931 begyndte at opsige Kreuger & Tolls lån, blev selskabets likviditetskrise akut, og i begyndelsen af 1932 blev Kreuger tvunget til at forsøge at modvirke yderligere baisse-spekulationer på aktiemarkederne gennem støtteopkøb af egne aktier i selskabet.
Efterhånden ville det være blevet umuligt at skjule det, som foregik. Kreuger ejede en større aktiepost i L.M. Ericsson, et ledende firma inden for telefonudstyr. ITT ønskede først at købe posten for 11 millioner dollar, men trak sig. Det blev enden for Kreuger, som fik et mindre slag og der efter valgte at skyde sig. En gennemgang ved Price Waterhouse viste, at både Kreuger & Toll og International Match var konkurs. Kravene mod dødsboet var til sidst på over en milliard dollar. Dette var mere end Sveriges samlede statsgæld. Selvmordsraten i Sverige gik op, og statsministeren måtte træde tilbage.

## Ivar Kreugers død
Ivar Kreuger blev fundet død 12. marts 1932 i sin lejlighed i 5 Avenue Victor Emanuel III (nu Avenue Franklin D. Roosevelt) i Paris. De, som først kom ind i lejligheden og kunne konstatere fakta, var Karin Bøckman (Kreugers sekretær) og Krister Littorin, vicepræsident for Kreuger & Toll, som der efter ringede til politiet. Omstændighederne omkring hans død er ikke blevet fuldt ud afklarede, hovedsagelig på grund af mangler i det franske politis efterforskning inde i lejligheden. Ved siden af liget lå der en 9 mm automatpistol. Politiet konkluderede, sammen med en kompetent læge, at Kreuger havde begået selvmord en gang mellem klokken 10.45 og 12.10 den 12. marts, mens hans franske hushjælp, Mademoiselle Barrault, var ude og handle. På pulten lå en tyk konvolut adresseret til Krister Littorin med tre forskellige konvolutter inden i, én adresseret til Littorin, de to andre til Ivar Kreugers søster Britta og til Sune Scheele. Brevet til Littorin, som af uklare grunde var skrevet på engelsk, selv om han var Kreugers nærmeste svenske ansatte, lød således:
I have made such a mess of things that I believe this to be the most satisfactory solution for everybody concerned. Please, take care of these two letters also see that two letters which were sent a couple of days ago by Jordahl to me at 5, Avenue Victor Emanuel are returned to Jordahl. The letters were sent by Majestic. – Goodbye now and thanks. I K.